# Gavarilla ianuzziae
Gavarilla ianuzziae là một loài nhện trong họ Salticidae.
Loài này thuộc chi Gavarilla. Gavarilla ianuzziae được Hipólito Ruiz López & Antonio D. Brescovit miêu tả năm 2006.